# Сребристи облаци
Сребристите облаци (известни още като мезосферни облаци) са сравнително рядко атмосферно явление в горната част на земната атмосфера, включващо крайно разредени облаци. Те са съставени от ледени кристалчета и са видими само по време на астрономически полумрак, когато Слънцето е под хоризонта на наблюдателя. Най-често се наблюдават през летните месеци от географска ширина между 50° и 70° северно или южно от Екватора. Скорошните проучвания сочат, че повишените емисии на метан в атмосферата създават допълнителна водна пара щом метановите молекули достигнат мезосферата, като по-този начин се създават или се подсилват сребристи облаци.
Това са най-високите облаци в земната атмосфера, разположени в мезосферата на височина от 76 до 85 km. Те са твърде бледи, за да се видят през деня и се виждат само, когато се осветят от слънчева светлина изпод хоризонта, докато долните слоеве на атмосферата са в сянка.
Сребристите облаци не са напълно изучени и са сравнително скоро открит метеорологичен феномен. Не съществуват сведения за наблюдаването им преди 1885 г. Те могат да се образуват само при строго определени условия, по време на местното лято. Тяхното наличие може да се използва като чувствителен еталон за промени в горната атмосфера. Появата им като че ли нараства по честота, яркост и обхват.

## Образуване
Сребристите облаци са съставени от малки ледени кристалчета с диаметър до 100 nm и съществуват на височина 76 – 85 km – по-високо от всички останали облаци в земната атмосфера. Облаците в по-ниските части на атмосферата се образуват, когато вода се натрупва върху частици, но мезосферните облаци могат да се образуват както така, така и директно от водна пара.
Данни от спътника AIM сочат, че сребристите облаци се нуждаят от водна пара, прах и много ниски температури, за да се образуват. Източниците на прах и водна пара в горната част на атмосферата все още не са добре познати.. За праха се вярва, че идва от микрометеори, макар частиците от вулкани също да са възможност. Възможно е влагата да се издига през пролуки в тропопаузата или да се образува чрез взаимодействие на метан с хидроксилни радикали в стратосферата.
Изхвърлянето на водна пара от космическите совалки между 1981 и 2011 г. на височина около 46 km образува миниатюрни индивидуални облаци. Около половината пара се отделя в термосферата, на височина около 103 – 114 km. През август 2014 г. Фалкън-9 причинява сребристи облаци над Орландо, Флорида, след като е изстреляна.
Отработената пара може да се пренесе към полярните области за по-малко от ден, макар точният механизъм, чрез който това се случва, да не е известен. Докато водата се придвижва към полюса, тя изпада от термосферата в по-студената мезосфера, намираща се отдолу. Въпреки че този механизъм образува индивидуални сребристи облаци, той не се счита за главната причина за появата на феномена като цяло.
Тъй като в мезосферата има много малко влага, приблизително равна на 1/100 000 000 от влагата във въздуха над Сахара, и е изключително тънка, ледените кристали могат да се образуват само при температура под -120 °C. Това означава, че сребристите облаци се образуват главно през лятото, когато мезосферата е най-студена, поради сезонно променливите вертикални ветрове, водещи до студени летни условия в горната мезосфера и затопляне през зимата. Следователно, те не могат да бъдат наблюдавани (дори и да присъстват) зад полярните кръгове, тъй като Слънцето там никога не е достатъчно ниско под хоризонта. Все пак, сребристите облаци се образуват главно около полярните области, тъй като мезосферата е най-студена именно там. Облаците в южното полукълбо са с около 1 km по-високи от тези в северното.
Ултравиолетовите лъчи от Слънцето разделят водните молекули, намалявайки количеството вода за образуване на сребристи облаци. Лъчението варира периодично със слънчевия цикъл, а сателитите следят понижаването на яркостта на облаците с увеличаване на ултравиолетовото лъчение за последните два слънчеви цикъла. Установено е, че промените в облаците следват промените в интензитета на ултравиолетовите лъчи със забавяне от около година, но причината за това изоставане все още не е известна.
Сребристите облаци притежават радарна отразяваща способност в диапазона от 50 MHz до 1,3 GHz. Това поведение не е добре изучено, но вероятно обяснение е, че ледените частици се покриват с тънък метален слой от натрий и желязо, който кара облаците да отразяват радарните вълни, макар това обяснение все още да има противоречия. Натрий и желязо се отделят при навлизането на микрометеори в атмосферата и се натрупват в атмосферен слой малко над сребристите облаци. Измерванията показват, че тези елементи са силно изчерпани, когато са налице сребристи облаци. Други опити сочат, че при изключително ниски температури, натриевата пара лесно може да кондензира върху ледена повърхност.

## История на откриването
Сребристите облаци са били наблюдавани за пръв път през 1885 г., две години след голямото изригване на вулкана Кракатау. Не е ясно дали тяхната поява има общо с вулканичното изригване или откриването им е резултат от повече хора, наблюдаващи зрелищните залези, предизвикани от вулканичните остатъци в атмосферата. Изследванията сочат, че сребристите облаци не се предизвикват единствено от вулканична дейност, макар че прахът и водната пара могат да допринесат за тяхното образуване. По това време учените считат, че тези облаци са просто друго проявление на вулканичната пепел, но след като пепелта сляга и изчезва от атмосферата, сребристите облаци се задържат. Накрая, някои учени започват да отхвърлят предположението, че облаците са съставени от вулканичен прах през 1926 г. През годините след откриването им, облаците са подробно изучавани от Ото Джесе в Германия, който е и първият човек, който ги снима. Неговите бележки предоставят доказателство, че сребристите облаци се появяват за пръв път през 1885 г. Той провежда подробни наблюдения върху необичайните залези, причинени от изригването на Кракатау в предходната година, и силно вярва, че ако облаците са присъствали тогава, той безспорно би ги забелязал. През следващите години облаците са проучвани от Берлинската обсерватория и е установена за пръв път височината им чрез триангулация. Начинанието е преустановено през 1896 г.
В годините след смъртта на Ото Джесе през 1901 г., изучаването на природата на сребристите облаци намалява. Хипотезата на Алфред Вегенер, че те са съставени от лед, по-късно се оказва правилна. Проучванията се ограничават само до наземни наблюдения, а самите учени имат много малко познания относно мезосферата до 1960-те години, когато започват преките измервания с ракети. Това показва за пръв път, че появата на облаците съвпада с много ниските температури в мезосферата.
Сребристите облаци за пръв път са засечени от космоса чрез спътника OGO-6 през 1972 г. След това, в периода 1981 – 1986 г. по-големият спътник Експлорър 64 картографира разпределението на тези облаци със своя ултравиолетов спектрометър. Облаците са засечени и с лидар през 1995 г. Първото физическо потвърждение, че водният лед наистина е основната съставка на сребристите облаци, идва от спътника UARS през 2001 г.
На 25 април 2007 г. е изстрелян спътника AIM, който е създаден с цел да се изучават сребристите облаци. Изображенията, направени с него, показват форми на облаците, които са подобни на тези на тропосферните облаци, подсказвайки за прилики в тяхната динамика.
На 28 август 2006 г. учените от мисията Марс Експрес обявяват, че са намерили облаци от кристали въглероден диоксид над Марс, които стигат до 100 km височина над повърхността на планетата. Те са най-високите облаци открити над повърхността на планета. Също както и на Земята, те могат да се наблюдават само, когато Слънцето се намира под хоризонта.
На 19 септември 2009 г. Американската военноморска изследователска лаборатория и Департаментът на отбраната на САЩ провеждат експеримент, включващ изпускане на частици от ракетата Блек Брант XII, изстреляна от летателното съоръжение Уолъпс, за да създадат по изкуствен път сребрист облак. Целта е облакът да се наблюдава за период от седмици и дори месеци с наземна апаратура.

## Наблюдаване
Сребристите облаци по принцип са безцветни или бледосини, макар понякога да се появяват и други цветове, включително червено и зелено. Характерният син цвят идва от абсорбцията на озона, намиращ се на пътя на слънчевата светлина, осветяваща сребристия облак. Често имат отличителни ивици, вълнообразни неравности и вихри. Сребристите облаци понякога могат да се сбъркат с перестите облаци, но отблизо изглеждат по-резки. Тези, създадени от отпадните газове на ракета, често имат допълнителни цветове, освен сребрист или син, поради иридесценцията, причинена от сходния размер на водните капки.
Сребристите облаци могат да се видят от географските ширини между 50° и 65°. Те рядко се срещат при по-малка географска ширина, макар да има доклади за сребристи облаци от Париж, Юта, Италия, Турция и Испания, докато близо до полюсите не се смрачава достатъчно, за да се видят. В северното полукълбо могат да се видят от средата на май до средата на август, докато в южното полукълбо са видими от средата на ноември до средата на февруари. Те са много бледи и тънки и могат да се видят само в полумрак, преди изгрев или след залез, когато облаците в ниската атмосфера са в сянка, а сребристите облаци са осветени от Слънцето под хоризонта. Най-добре се виждат, когато Слънцето се намира между 6° и 16° под хоризонта.. Макар да се появяват и в двете полукълба, те са наблюдавани хиляди пъти в северното полукълбо, но под сто пъти в южното. Сребристите облаци в южното полукълбо са по-бледи и се образуват по-рядко, но също така в южното полукълбо живеят значително по-малко хора, които да ги провеждат наблюдения.